# Bogd Khanatet
Bogd Khanatet var en mongolsk stat mellem 1911 og 1924.
Kort efter den kinesiske revolution i 1911 erklærede Ydre Mongoliet sig uafhængigt og proklamerede "den levende Buddha" (Hutuktu), landets øverste gejstlige, som regent under navnet Bogd Khan. Den kinesiske amban blev forjaget, og en mongolsk regering dannedes i Urga (senere Ulan Bator). Dermed ophørte dog ikke splittelsen inden for mongolerne selv, idet nogle af høvdingene ønskede hel adskillelse fra Kina under russisk beskyttelse, mens andre ville bevare tilknytningen til Kina. I løbet af 1912 udvidede Urga-regeringen sin magt over provinserne Uliasutai og Kobdo, men et forsøg på oprør i Indre Mongoliet strandede på de kinesiske troppers indgriben.
Imidlertid sluttede Rusland en traktat med Hutuktu Lama den 3. november 1912, anerkendte ham som hersker i Ydre Mongoliet og lovede bistand mod kinesiske tropper og kolonister. Den 2. februar 1913 blev der underskrevet en venskabs- og allianceaftale mellem Mongoliet og Tibet i Urga, hvorved de to stater gensidigt anerkendte hinanden. Efter langvarige forhandlinger og tvunget af nødvendigheden indgik Kina og Rusland en overenskomst den 5. november 1913 i Peking, hvorved Kina anerkendte Mongoliets selvstyre, mens Rusland anerkendte Kinas suverænitet over det Ydre Mongoliet (det vil sige provinserne Urga, Kobdo og Uliasutai). Efter yderligere forhandlinger sluttede Rusland, Kina og Hutuktu en overenskomst i Kiakhta i september 1914 i overensstemmelse med Peking-traktatens linjer, og en kinesisk generalpræsident ansattes i Urga.
Ruslands sammenbrud i 1917 ændrede ganske stillingen. Kina øgede sine garnisoner i Urga og andre steder for at imødegå indfald fra burjaternes eller bolsjevikkernes side. I juni 1919 anmodede Ydre Mongoliets regering selv kineserne om hjælp mod sådanne indfald, og nordkinesiske tukhuner (provinsembedsmænd) bistod med at afværge angreb fra kosakhetmanen, general Semenoff, der ville udnytte den pan-mongolske bevægelse til at styrke sin anti-bolsjevikiske politik. I november 1919 tvang den kinesiske præsident Hutuktuen og hans regering til at opgive selvstyret og annullere Kiakhta-traktaten. Det hårde og vilkårlige kinesiske styre vakte megen modvilje, og man søgte på ny hjælp udefra hos russere, burjater eller japanere. I begyndelsen af 1920 trængte østrigeren, baron Ungern-Sternberg ind i Mongoliet med en russisk-burjatisk hær (der i blandt resterne af Semenoffs tropper). Kineserne holdt Hutuktuen fangen som gidsel og tyranniserede befolkningen i Urga, indtil byen blev erobret af Ungern-Sternberg den 19. februar 1921. Hutuktuen erklæredes for hersker over det uafhængige kongerige Mongoliet med baron Ungern som militær øverstkommanderende. Ungern brugte imidlertid blot Urga som operationsbasis i kampen mod den Fjernøstlige Republik, men blev slået og henrettet af sovjetmyndighederne den 15. september 1921. Sovjettropperne blev i Urga med omliggende egne, og en national, mongolsk regering tog magten under Moskva-sovjets velvillige overhøjhed. I januar 1923 sendtes en sovjetrussisk mission til Peking for at forhandle med kineserne om de mongolske spørgsmål. Ydre Mongoliet blev således nu en republik i alliance med Moskva, men Indre Mongoliet var derimod stadig underlagt Kina og delt i tre provinser: Jehol, Chahar og Suiyuan, hver styret af en kinesisk embedsmand.